# Rzeka anastomozująca
Rzeka anastomozująca – rzeka płynąca równocześnie wieloma korytami, o stałym przebiegu. Koryta, rozdzielone są wyspami porośniętymi trwałą roślinnością, tworząc rozgałęziającą się i łączącą sieć. W odróżnieniu od rzeki warkoczowej, koryta rzeki anastomozującej charakteryzują się dość znacznym współczynnikiem krętości (rozumianym jako stosunek długości koryta do odległości między jego początkiem a końcem). Przyjmuje się, że rzekę płynącą wieloma korytami określamy jako anastomozującą, jeśli współczynnik krętości każdego z koryt jest większy od 1,05.
Rzeki anastomozujące są typowe dla obszarów nizinnych, zazwyczaj tektonicznie obniżanych.
Przykładami takich rzek są Amazonka ze swoimi dopływami, Kongo czy Narew.